# Murat Ülker
Murat Ülker (n. 21 martie 1959, Istanbul, Turcia) este un om de afaceri turc, care îndeplinește funcția de director executiv al Yıldız Holding Arhivat în 11 septembrie 2017, la Wayback Machine., companie lider în Turcia în sectorul alimentar. Cu o avere estimată la 3,7 miliarde de dolari, Ülker este cel mai bogat om din Turcia. Sursa averii afaceristului este Yıldız Holding, companie înființată de tatăl său.
Murat Ülker a urmat studiile liceului de băieți din Istanbul (İstanbul Erkek Lisesi) pentru ca mai apoi să studieze la universitatea Boğaziçi Üniversitesi. Începând cu anul 1982 Ülker se va avânta în viața de afaceri, urmând o serie de cursuri în străinătate la școli precum American Institute of Baking (AIB) sau Zentralfachschule der Deutschen Süßwarenwirtschaft (ZDS), și făcând un stagiu în Statele Unite la firma Continental Banking.
Prima funcție pe care a ocupat-o în cadrul Yıldız Holding a fost cea de Coordonator al Controaleror (1984), pentru ca mai apoi să fie numit director general. Din anul 2008, Murat Ülker se află în funcția de Director Executiv.
În 2016 Ülker a reușit să unească sub umbrela Yıldız Holding companiile United Biscuits, Ülker, Godiva Chocolatier și DeMet’s Candy Company. Conform site-ului Euromonitor International, holding-ul condus de Ülker este în prezent numărul 3 în domeniul biscuiților și numărul 7 în cel al ciocolatei la nivel global.

## Filantropie
În 2009 familia Ülker a înființat Fundația Sabri Ulker pentru a aduce o contribuție durabilă sănătății publice în domeniile alimentației.
În 2014 familia Ülker a contribuit cu 24 de milioane de dolari la Universitatea Harvard. Finanțarea, distribuită pe o perioadă de 10 ani, a fost asigurată pentru a stabili Centrul Sabri Ülker pentru Nutrient, Genetic și Metabolic Research la T.H. Chan Școala de Sănătate Publică. Centrul abordează bolile cronice și complexe pentru a ajuta milioane de oameni cu boli cum ar fi diabetul și bolile cardiovasculare.

## Familie și viață personală
Familia lui Murat Ülker își are originile în orașul Alușta din Crimeea. Bunicul său, Hacı İslam Efendi, profesor absolvent al Fatih Madrasa, emigrează la Tekirdağ, unde se căsătorește cu bunica lui Ülker, originară tot din Crimeea. În timpul serviciului la Saray, Tekirdağ, în contextul Războiului Balcanic, Hacı. İslam Efendi se va muta la Istanbul, pentru ca apoi să se reîntoarcă în Crimeea. Tatăl afaceristului, Sabri Ülker, s-a născut în 1920 în Korbekul, un sat din apropierea orașului Alușta. În 1929, familia va fi nevoită să emigreze din nou la Istanbul din cauza Revoluției Bolșevice și a mișcărilor de opresiune împotriva musulmanilor.
Tatăl lui Ülker va pune bazele unei afaceri cu dulciuri împreună cu fratele său în anii 1940. Mai apoi, în 1944, cei doi vor numi biscuiții pe care îi produceau Ülker, brand ce a devenit mai târziu parte a Yıldız Holding. Pe masură ce popularitatea brand-ului Ülker a crescut, numele de familie anterior (Berksan) va fi schimbat în Ülker pentru a nu genera confuzii.
Murat Ülker este cel mai tânăr dintre cei trei copii ai lui Sabri Ülker. S-a căsătorit cu Betül Ataseven, fiica profesorului doctor Asaf Ataseven, și are trei fii: Yahya și gemenii Mustafa și Fatih. Sora afaceristului, Ahsen (n. 1950) este căsătorită cu directorul Ülker Orhan Özokur și are trei fii: Ali, Ömer și Ahmet. Copilul mijlociu al lui Sabri Ülker, Ali (n. 1954), a murit la vârsta de 9 ani într-un accident domestic, astfel ca Murat a devenit singurul moștenitor de sex masculin al familiei.
Ülker este prieten încă din perioada liceului cu Ahmet Davutoğlu, prim-ministrul Turciei. Mai mult decât atât, nepotul său, Ahmet Özokur, a fost căsătorit cu Sefure Davutoğlu, fiica prim-ministrului.

## Hobby-uri și interese
Printre hobby-urile lui Murat Ülker se numără călătoriile alături de familie și navigația. Afaceristul este activ și în social media și are o colecție de artă care include opere de caligrafie și picturi ale unor artiști contemporani sau clasici.
Este cunoscut și interesul lui Ülker pentru sport, în special pentru baschet - în 1993 acesta contribuie la înființarea clubului de baschet Ülkerspor. Înainte de fuziunea cu Fenerbahçe din 2006, Ülkerspor a susținut numeroși jucători tineri din Turcia.
Pe lângă limba turcă, Murat Ülker vorbește și limbile engleză și germană.

## Avere
Conform unui studiu realizat de revista Forbes în 2015, cu o avere de 4,4 miliarde de dolari, Murat Ülker era cel mai bogat om din Turcia și ocupă numărul 369 în topul Forbes mondial.
În anul 2017, cu o avere de 3,7 miliarde de dolari, Ülker rămâne pe locul întâi în topul celor mai bogați turci, realizat de Forbes.